# Floyd Allen
Floyd Dean Allen (Carthage, 3 marzo 1952) è un ex cestista statunitense, professionista in Francia, Italia e Spagna. È il fratello di Jim Allen.

## Palmarès
- Campionato francese: 1

Le Mans: 1981-82